# 杜拉拉升職記 (電影)
《杜拉拉升職記》由徐靜蕾指導的一部白領商業電影，2009年7月20日于北京正式開拍，並與2010年4月16日正式上映。該片改編自由中國作家李可創作的同名小說，描述了白領的生存法則。主演包括徐靜蕾、黃立行、莫文蔚、李艾、吳佩慈等。

## 劇情簡介
杜拉拉（徐靜蕾 飾）是個初入職場的小白領，由於前任老闆總是對她性騷擾，所以她決定跳槽，進入了著名跨國企業DB。DB的銷售部金牌總監王偉（黃立行 飾）與HR副總監玫瑰（莫文蔚 飾）是一對地下情人，但是由於兩人的工作壓力都很大，以至於誰也無暇顧及家庭，雙方大方分手。杜拉拉剛來DB，遇到了互相鬥法的伊娃（李艾 飾）和海倫（吳佩慈 飾）。
因為一次巧合，在電梯裏邂逅了患有幽閉恐懼症的王偉，兩人從此熟識。因為總公司高層要來中國分公司視察，因此中國區總經理和HR主管商量要重新裝修公司。然而玫瑰卻在此時患病需要動手術，其他人也避之不及，唯有初出茅廬的杜拉拉勇挑重擔，並以其堅強不屈完成了這個重大的任務，受到了上司的賞識。而且，公司還在泰國舉辦了慶祝派對，期間杜拉拉與王偉擦出了愛情的火花，但是這段辦公室戀情卻遭遇了重重的阻力……

## 演員列表
- 徐靜蕾 飾演 杜拉拉
- 莫文蔚 飾演 玫　瑰
- 黃立行 飾演 王　偉
- 吳佩慈 飾演 海　倫
- 李　艾 飾演 伊　娃
- 宋　寧 飾演 滿　意
- 江金超 飾演 小　寶
- 吳劍心 飾演 李文華
- 王菁鍈 飾演 麥　琪
- 肖和平 飾演 李斯特
- 羅　異 飾演 何好德
- 孫　卓 飾演 邱傑克
- 鄭嫣琪 飾演 斯黛拉

### 其他演員
- 安　子 飾演 包工頭
- 宋拍潘 飾演 店老闆
- 蘇小明 飾演 女面試官
- 王大勇 飾演 男面試官
- 趙寶剛 飾演 民營企業老闆

## 電影主題曲
- 〈選擇題〉

主唱：莫文蔚、作曲：莫文蔚、作词：王海濤
- 〈Go〉

主唱：黃立行、作曲：黃立行、作词：黃立行

## 工作人員
- 製作人: 張一白
- 原創音樂：張亞東、安巍
- 攝影：簡立威
- 剪輯：張佳
- 美術設計：林木
- 服裝設計：潘穎茵 、趙韶華
- 視覺特效：白漓文
- 錄音：安巍
- 燈光：陳錫超、胡開銀

## 獎項
| 獎項                         | 類別                   | 获奖者              | 結果 |
| ---------------------------- | ---------------------- | ------------------- | ---- |
| 第31届大众电影百花奖         | 最佳故事片             | 杜拉拉升職記 (電影) | 提名 |
| 第31届大众电影百花奖         | 最佳新人               | 李艾                | 提名 |
| 第31届大众电影百花奖         | 最佳女配角             | 莫文蔚              | 提名 |
| 第二届澳门国际电影节         | 最佳女配角             | 莫文蔚              | 提名 |
| 第二届澳门国际电影节         | 最佳攝影               | 簡立威              | 提名 |
| 第二届澳门国际电影节         | 最佳導演               | 徐静蕾              | 提名 |
| 2010年中美电影节             | 最佳導演               | 徐静蕾              | 獲獎 |
| 2010年中美电影节             | 優秀影片               | 杜拉拉升職記 (電影) | 獲獎 |
| 中國電影導演協會2010年度表彰 | 年度青年導演           | 徐静蕾              | 獲獎 |
| 第3屆华鼎奖                  | 中国年度最佳表现女导演 | 徐静蕾              | 獲獎 |
| 第11屆华语电影传媒大奖       | 觀眾票選最受瞩目女演员 | 徐静蕾              | 提名 |
| 2010年华鼎奖                 | 華語电影最佳女配角     | 莫文蔚              | 提名 |

## 外部連結
- 杜拉拉升職記官方網站